# Susie Atwood
Susanne Jean "Susie" Atwood  (Long Beach, Kalifornija, 5. lipnja 1953.) je bivša američka plivačica.
Dvostruka je osvajačica olimpijskih medalja, a 1992. godine primljena je u Kuću slavnih vodenih sportova.

## Vanjske poveznice
- ISHOF  Arhivirana inačica izvorne stranice od 31. svibnja 2012. (Wayback Machine)
- sports-reference.com  Arhivirana inačica izvorne stranice od 10. ožujka 2010. (Wayback Machine)